# Palaemnema baltodanoi
Palaemnema baltodanoi – gatunek ważki z rodziny Platystictidae. Występuje na terenie Ameryki Środkowej. Występuje endemicznie na Kostaryce.